# Distretto di Akçakoca
Il distretto di Akçakoca (in turco Akçakoca ilçesi) è uno dei distretti della provincia di Düzce, in Turchia.  Ad ovest della città si trova un castello genovese del XIII secolo.